# Lagenonodosaria
Lagenonodosaria es un género de foraminífero bentónico de la subfamilia Plectofrondiculariinae, de la familia Plectofrondiculariidae, de la superfamilia Nodosarioidea, del suborden Lagenina y del orden Lagenida. Su especie-tipo no fue designada, pero es aceptado que sea Nodosaria scalaris var. separans. Su rango cronoestratigráfico abarca el Holoceno.

## Discusión
Lagenonodosaria ha sido considerado un sinónimo posterior de Amphicoryna de la subfamilia Marginulininae, de la familia Vaginulinidae. Clasificaciones previas incluían Lagenonodosaria en la Familia Nodosariidae.

## Clasificación
Lagenonodosaria incluye a las siguientes especies:
- Lagenonodosaria acostaensis †
- Lagenonodosaria candei †
- Lagenonodosaria cuneensis †
- Lagenonodosaria extensa †
- Lagenonodosaria fukushimaensis †
- Lagenonodosaria hispida †
- Lagenonodosaria intercellularis †
- Lagenonodosaria japonica †
- Lagenonodosaria separans †
- Lagenonodosaria sigmoidea †
- Lagenonodosaria sublineata †
- Lagenonodosaria suzukii †
- Lagenonodosaria tubulata †

Otras especies consideradas en Lagenonodosaria son:
- Lagenonodosaria catesbyi †, aceptado como Pyramidulina catesbyi †
- Lagenonodosaria nebulosa †, aceptado como Nodosaria nebulosa †
- Lagenonodosaria scalaris †, aceptado como Amphicoryna scalaris †
  - Lagenonodosaria scalaris dodekanesensis †